# Arnaldo André
Andrés Pacuá Zaracho(San Bernardino, Cordillera; 10 de noviembre de 1943) conocido artísticamente como Arnaldo André es un actor paraguayo de cine y televisión que realizó gran parte de su carrera en Argentina.

## Biografía
Arnaldo André nació el 10 de noviembre de 1943, en San Bernardino, Departamento de Cordillera, Paraguay. Saltó a la fama en la década de 1970, tras haber coprotagonizado con Mirtha Legrand la obra teatral 40 kilates.
En los años setenta participó de películas taquilleras como Mi amigo Luis junto a Luis Sandrini, y su fuerte se generó en la pantalla chica simbolizando al galán de esos años, en telenovelas como Pobre diabla y Piel naranja. Tiempo después viajó a Venezuela para protagonizar Rafaela y María del Mar ambas con la actriz venezolana Chelo Rodríguez, así como las telenovelas Penélope y Rosa de la calle, compartiendo créditos esta vez con Amanda Gutiérrez.
En los años ochenta formó una pareja memorable junto a Luisa Kuliok, en tiras como Amor gitano, Amo y señor y El infiel, y en los años 90 protagonizó la novela "Amándote I y II".
Entre 2000 y 2001 participó en la exitosa telenovela mexicana Abrázame muy fuerte junto a Victoria Ruffo, Aracely Arámbula, Fernando Colunga y César Évora.
En 2007 actuó en la obra Los monstruos sagrados de Jean Cocteau, junto a Graciela Martinelli y Claudia Lapacó.
En 2009 protagonizó la telenovela Valientes, en donde interpretó al terrateniente Laureano Gómez Acuña, el hombre más poderoso de un pueblo del interior de la provincia de Buenos Aires, quien le quitó las tierras al campesino Roque Sosa. Este queda sumido en la pobreza y muere un tiempo después, y sus hijos Leonardo (Luciano Castro), Segundo (Mariano Martínez) y Enzo (Gonzalo Heredia) quienes son separados y adoptados por tres familias distintas, vuelven a reunirse años después, y planean una venganza con la idea de arruinarle la vida a Laureano. Las historias de amor incluidas ponen en conflicto los sentimientos de los personajes y su lealtad a dicho plan.
Por su interpretación del personaje Laureano Gómez Acuña, en 2010 ganó su primer premio Martín Fierro.
Encarnó al jefe en la serie de El Trece Los únicos, en el papel de Alfredo Monterrey.
Durante 2011 preparó su próxima producción cinematográfica como director, denominada Lectura según Justino. Esta película autobiográfica, que trata su niñez en la ciudad de San Bernardino, Paraguay, se rodó a orillas del lago Ypacaraí entre febrero y abril de 2012 y se estrenó el 10 de mayo de 2013 en Paraguay.

## Las bofetadas
André era conocido porque como parte de las telenovelas en las que participaba solía propinar a sus contrapartes femeninas unas bofetadas tan convincentes como la que propinó a la actriz Luisa Kuliok que, ignorando el realismo de las bofetadas de André, se vio sorprendida por la misma, lo que causó gran revuelo en los medios de ese tiempo. La práctica se interrumpió definitivamente por el cambio de actitud en la sociedad con respecto al abuso físico dentro del seno familiar.

## Autobiografía
A través de la Editorial Planeta, el 1 de abril de 2018 fue publicado, en Argentina, el libro autobiográfico "Por lo que usted y yo sabemos". El actor presentó sus memorias en el marco de la 44.ª Feria Internacional del Libro de Buenos Aires, en el predio de La Rural, el 1 de mayo de 2018. El libro de 200 páginas, dividido en diez capítulos, fue escrito durante 14 meses de trabajo por el propio André, a partir de una propuesta de la editorial para publicar su autobiografía. El artista también lanzó su libro en Asunción, Paraguay, el 10 de mayo de 2018, en el Centro Cultural de la Ciudad - Manzana de la Rivera, con la presencia del intendente Mario Ferreiro.

## Televisión
| Año       | Título                            | Personaje                 |
| --------- | --------------------------------- | ------------------------- |
| 1964-1971 | El amor tiene cara de mujer       | Arnaldo Ríos              |
| 1971      | Frente a la facultad (Teleteatro) |                           |
| 1972-1973 | Rolando Rivas, taxista            | Juan Marcelo Echenique    |
| 1973      | Pobre diabla                      | Ariel Mejía-Guzmán        |
| 1974      | Mi hombre sin noche               | Santiago Yáñez            |
| 1975      | Piel naranja                      | Juan Manuel Alinari       |
| 1976      | Los que estamos solos             | Mariano Mayol             |
| 1977      | El hombre que yo inventé          | Enrique                   |
| 1977-1978 | Rafaela                           | Juan José Hernández       |
| 1978-1979 | María del Mar                     | Víctor Manuel Galíndez    |
| 1980      | Ariana                            | Galán protagónico         |
| 1980      | Fabián 2 Mariana 0                | Fabián Muñoz              |
| 1981      | Mi querido doctor                 | Dr. Hernán Cortés         |
| 1982      | Julieta, una historia de amor     | Galán protagónico         |
| 1983      | Amor gitano                       | Renzo Chamorro            |
| 1984      | Amo y señor                       | Sr. Alonso Miranda        |
| 1985      | El infiel                         | Mariano Romero            |
| 1986      | El seductor                       | Don Julio Olmedo          |
| 1986      | Juegos prohibidos                 |                           |
| 1986      | El lobo                           | Salvador Rivero           |
| 1987      | El vidente                        | Reinaldo Herrera          |
| 1987      | Por amor                          | Bruno Sánchez             |
| 1988-1989 | Amándote                          | Martín Arana              |
| 1990      | Amándote II                       | Martín Arana              |
| 1990      | Románzo                           | Marcelo Cardona           |
| 1991      | Río de fuego                      | Augusto Luna              |
| 1992      | Corazones de fuego                | Agustín Casenave          |
| 1993-1994 | Gerente de familia                | Juan                      |
| 1996      | Gino                              | Luis A. "Gino" Spadalacua |
| 1996      | Verdad consecuencia               | Rafael Guerrero           |
| 1997-1998 | Ricos y famosos                   | Gerardo Murúa             |
| 1999      | La Argentina de Tato              | Arnaldo Chilavert         |
| 2000      | Pobre diabla                      | Ariel Mejía Guzmán Sancho |
| 2000-2001 | Abrázame muy fuerte               | Dr. Ángel Luis Robles     |
| 2001      | Felina                            | Asdrúbal                  |
| 2002      | Lejana como el viento             | Jorge Bustamante          |
| 2003      | Soy gitano                        | Lázaro Jesús Heredia      |
| 2004      | Piel naranja.. años después       | Juan Manuel Alinari       |
| 2005      | Ánimo Juan                        | Juan González             |
| 2005-2006 | Se dice amor                      | Pablo Cuevas              |
| 2006      | Al límite                         | Fernando                  |
| 2009-2010 | Valientes                         | Laureano Gómez Acuña      |
| 2011      | Los únicos                        | Alfredo Monterrey         |
| 2017      | Mis noches sin ti                 | Alfredo Ruiz              |

## Cine
| Año  | Título                     | Personaje            |
| ---- | -------------------------- | -------------------- |
| 1970 | Los muchachos de mi barrio | Joven                |
| 1971 | Argentino hasta la muerte  | Andrés               |
| 1971 | Balada para un mochilero   | Jorge                |
| 1971 | Un guapo del 900           | Lorenzo              |
| 1972 | Mi amigo Luis              | -                    |
| 1973 | José María y María José    | -                    |
| 2008 | La extranjera              | Juan                 |
| 2009 | El niño pez                | Sócrates Espina      |
| 2011 | Penumbra                   | Salva                |
| 2011 | El destino del Lukong      | Él mismo (cameo)     |
| 2012 | Lectura según Justino      | Él mismo (dirección) |
| 2016 | Error 404                  | Él mismo (cameo)     |
| 2018 | Román                      | Comisario            |

## Teatro
| Año   | Título                | Personaje            | Notas                   |
| ----- | --------------------- | -------------------- | ----------------------- |
| 2010  | Valientes             | Laureano Gómez Acuña | Adaptación de la novela |
| 2011  | Los únicos            | Alfredo Monterrey    | Adaptación de la novela |
| 2018- | Mentiras inteligentes | Personaje principal  |                         |

## Premios y nominaciones
| Año  | Premio               | Categoría                        | Programa                     | Resultado |
| ---- | -------------------- | -------------------------------- | ---------------------------- | --------- |
| 2009 | Premio Clarín        | Actor Protagonista Dramático     | Valientes                    | Nominado  |
| 2011 | Premio Martín Fierro | Actor de Reparto                 | Los únicos                   | Nominado  |
| 2009 | Premio Martín Fierro | Actor Protagonista de la Novela  | Valientes                    | Ganador   |
| 2004 | Premio Martín Fierro | Actor Protagonista de la Novela  | Piel naranja... años después | Nominado  |
| 1994 | Premio Martín Fierro | Actor Protagonista de la Comedia | Gerente de familia           | Nominado  |
| 1993 | Premio Martín Fierro | Actor Protagonista de la Comedia | Gerente de familia           | Nominado  |